# Proasellus amiterninus
Proasellus amiterninus là một loài chân đều trong họ Asellidae. Loài này được Argano & Pesce miêu tả khoa học năm 1979.